# Eupithecia suspiciosata
Eupithecia suspiciosata är en fjärilsart som beskrevs av Karl Dietze 1875. Eupithecia suspiciosata ingår i släktet Eupithecia och familjen mätare. Inga underarter finns listade i Catalogue of Life.